# АСЕМ
АСЕМ (ASEM — Asia-Europe Meeting) — Форум «Азия — Европа» — международная организация, объединяющая страны Восточной Азии и Европы. В АСЕМ входит 51 государство, на которые приходится 2/3 мировой торговли и около 60 % мирового валового продукта, и 2 международные региональные организации (Европейская комиссия и секретариат АСЕАН).

## История
Первый форум «Азия — Европа» был созван 1 марта 1996 года в Бангкоке (Таиланд) по инициативе Франции и Сингапура.
В дальнейшем организация выросла за счет новых государств, вступивших в Евросоюз, а также Индии, Монголии, Пакистана, Австралии, Новой Зеландии и России, присоединившихся к АСЕМ в 2010 году, Бангладеш, Норвегии и Швейцарии — в 2012-м, Хорватии и Казахстана — в 2014-м.
Членами АСЕМ по состоянию на 2016 год являются:
- Австралия
- Бангладеш
- Бруней
- Великобритания
- Вьетнам
- Индия
- Индонезия
- Казахстан
- Камбоджа
- Китай
- Лаос
- Малайзия
- Монголия
- Мьянма
- Новая Зеландия
- Норвегия
- Пакистан
- Россия
- Сингапур
- Таиланд
- Филиппины
- Швейцария
- Республика Корея
- Япония
  - страны, входящие в  Европейский союз:
- Австрия
- Бельгия
- Болгария
- Венгрия
- Германия
- Греция
- Дания
- Ирландия
- Испания
- Италия
- Кипр
- Латвия
- Литва
- Люксембург
- Мальта
- Нидерланды
- Польша
- Португалия
- Румыния
- Словакия
- Словения
- Финляндия
- Франция
- Хорватия
- Чехия
- Швеция
- Эстония

## Хронология встреч
Каждые два года по четным годам проводятся саммиты АСЕМ, на которых присутствуют главы государств и правительств:
- 1996 ASEM 1, Бангкок, Таиланд
- 1998 ASEM 2, Лондон, Великобритания
- 2000 ASEM 3, Сеул, Южная Корея
- 2002 ASEM 4, Копенгаген, Дания
- 2004 ASEM 5, Ханой, Вьетнам
- 2006 ASEM 6, Хельсинки, Финляндия.

На этой встрече Монголия, Индия и Пакистан получили приглашение участвовать в будущих форумах АСЕМ.
- 2008 ASEM 7, Пекин, Китай
- 2010 ASEM 8, Брюссель, Бельгия
- 2012 ASEM 9, Вьентьян, Лаос
- 2014 ASEM 10, Милан, Италия
- 2016 AESM 11, Улан-Батор, Монголия
- 2018 ASEM 12, Брюссель, Бельгия

Кроме саммитов, проводятся министерские встречи по вопросам международных отношений, экономики, финансов, окружающей среды, образования. На них присутствуют представители соответствующих министерств.
- The 8th ASEM Foreign Ministers' Meeting: Май 2007, Гамбург, Германия
- The 9th ASEM Foreign Ministers' Meeting: Май 2009, Ханой, Вьетнам
- The 10th ASEM Foreign Ministers' Meeting: Июнь 2011, Гёдёллё, Венгрия
- The 11th ASEM Foreign Ministers' Meeting: Ноябрь 2013, Нью-Дели, Индия

Также проводятся министерские конференции.